# Chan Santokhi
Chandrikapersad Santokhi, detto Chan (Lelydorp, 3 febbraio 1959), è un politico surinamese, ex capo della polizia e presidente della Repubblica del Suriname dal 2020 al 2025.

## Biografia
Nato da famiglia indiana di religione induista ed esponente del Partito Riformatore Progressista, nel settembre 2005 ha prestato giuramento come ministro di giustizia e della polizia.
A seguito della vittoria del suo partito alle elezioni del 25 maggio 2020, è stato eletto presidente del Suriname dal parlamento il 13 luglio successivo  ed è entrato in carica tre giorni più tardi.

### Vita privata
È sposato con l'avvocato Mellisa Seenacherry, anche lei di origini indiane. Santokhi ha due figli, un maschio e una femmina, entrambi avuti da una precedente relazione.